# Burbage (Wiltshire)
Burbage – wieś w Anglii, w hrabstwie Wiltshire. Leży 32 km na północ od miasta Salisbury i 109 km na zachód od Londynu. W 2001 miejscowość liczyła 1660 mieszkańców.